# Llista de missions d’heliofísica
A continuació es presenta una llista de les missions d'exploració del Sol i dels fenòmens relacionats amb el Sol que tenen lloc al medi interplanetari ordenades cronològicament:
| Missió    | Llançament             | Fi de missió           | Objectiu | Resultat                                                                               |
| --------- | ---------------------- | ---------------------- | --- | -------------------------------------------------------------------------------------- |
| Pioneer 5 | 11 de març de 1960     | 26 de juny de 1960     | Estudiar el medi interplanetari entre les òrbites de la Terra i Venus.                                          | Èxit.                                                                                  |
| Pioneer 6 | 16 de desembre de 1965 | Desembre de 2004       | Fer un seguiment continuat dels processos solars i del medi interplanetari.                                     | Èxit.                                                                                  |
| Pioneer 7 | 17 d'agost de 1966     | 11 de gener de 2004    | Idèntic i simultani al de la Pioneer 6 des d'un punt diferent de l'espai.                                       | Èxit.                                                                                  |
| Pioneer 8 | 13 de desembre de 1967 | Juny de 2001           | Pràcticament idèntic i simultani al de les Pioneer 6 i 7 des d'un punt diferent de l'espai.                     | Èxit.                                                                                  |
| Pioneer 9 | 8 de novembre de 1968  | 19 de maig de 1983     | Pràcticament idèntic i simultani al de les Pioneer 6, 7 i 8 des d'un punt diferent de l'espai.                  | Èxit.                                                                                  |
| Pioneer E | 27 d'agost de 1969     | 27 d'agost de 1969     | Pràcticament idèntic i simultani al de les Pioneer 6, 7, 8 i 9 des d'un punt diferent de l'espai.               | Fallada en el llançament.                                                              |
| Helios 1  | 10 de desembre de 1974 | 1982                   | Estudiar els processos solars i el medi interplanetari entre les òrbites de la Terra i Mercuri.                 | Èxit.                                                                                  |
| Helios 2  | 15 de gener de 1976    | ?                      | Idèntic al de la Helios 1.                                                                                      | Èxit. Màxima aproximació al Sol (0,29 ua).                                             |
| Ulysses   | 6 d'octubre de 1990    | Actualment operativa   | Estudiar el Sol des d'una òrbita polar.                                                                         | Èxit.                                                                                  |
| Yohkoh    | 30 d'agost de 1991     | 14 de desembre de 2001 | Telescopi espacial de raigs X per estudiar la corona solar.                                                     | Èxit.                                                                                  |
| SOHO      | 2 de desembre de 1995  | Actualment operativa   | Observació continuada del Sol.                                                                                  | Èxit.                                                                                  |
| TRACE     | 2 d'abril de 1998      | Actualment operativa   | Telescopi espacial que estudia el camp magnètic de la fotosfera i la regió de transició fins a la corona solar. | Èxit.                                                                                  |
| Genesis   | 8 d'agost de 2001      | 8 de setembre de 2004  | Retorn de mostres del vent solar                                                                                | Èxit parcial. Es va estavellar durant la reentrada. Part de les mostres es van salvar. |
| RHESSI    | 5 de febrer de 2002    | Actualment operativa   | Telescopi espacial de raigs X i gamma que estudia les fulguracions solars.                                      | Èxit.                                                                                  |
| STEREO    | 25 d'Octubre de 2006   | Actualment operativa   | Dues sondes idèntiques en òrbita heliocèntrica. Obtenir imatges 3D del Sol i dels processos solars.             | Èxit.                                                                                  |
| Solar-B   | 22 de setembre de 2006 | Actualment operativa   | Estudiar la interacció entre el camp magnètic i la corona solars.                                               | Èxit.                                                                                  |

## Missions previstes
| Missió                     | Llançament previst | Tipus de missió i objectiu                                                        |
| -------------------------- | ------------------ | --------------------------------------------------------------------------------- |
| Solar Dynamics Observatory | Agost de 2008      | Monitoratge continu del Sol.                                                      |
| Solar Orbiter              | 2015               | Observacions de les regions polars del Sol des de molt curta distància (0,21 ua). |